# هربرت كايل
هربرت كايل (بالإنجليزية: Herbert Kyle)‏ هو فلاح وطبيب بيطري وسياسي نيوزلندي، ولد في 29 أغسطس 1873 في أستراليا، وتوفي في 5 يناير 1955 بكرايستشرش في نيوزيلندا. حزبياً، نشط في Reform Party (New Zealand) ‏. وقد انتخب عضو مجلس النواب نيوزيلندا.